# Sadilishteto
Sadilishteto é um filme de drama búlgaro de 2014 dirigido e escrito por Stephan Komandarev. Foi selecionado como representante da Bulgária à edição do Oscar 2016, organizada pela Academia de Artes e Ciências Cinematográficas.

## Elenco
- Assen Blatechki - Mitio
- Ovanes Torosian - Vasko
- Ina Nikolova - Maria
- Predrag Manojlovic - capitão